# Lotto Petrus
Lotto Petrus (* 3. Dezember 1987) ist ein namibischer Straßenradrennfahrer.
Lotto Petrus wurde 2005 Dritter beim Nedbank Cycle Classic. Seit 2008 fuhr er für das südafrikanische Team Neotel. Bei der Afrikameisterschaft 2009 in Namibia gewann er mit dem Nationalteam die Silbermedaille im Mannschaftszeitfahren. Im Straßenrennen belegte er den achten Platz, wurde damit bester Nachwuchsfahrer und gewann die Goldmedaille in der U23-Klasse. 
2011 sowie 2012 wurde er namibischer Doppelmeister, im Straßenrennen sowie im Zeitfahren.

## Teams
- 2008–2009 Team Neotel
- 2010–2012 MTN Qhubeka

## Erfolge
2009
- Afrikameisterschaft – Mannschaftszeitfahren
- Matchless

2011
- Namibischer Meister – Straßenrennen
- Namibischer Meister – Einzelzeitfahren

2012
- Namibischer Meister – Straßenrennen
- Namibischer Meister – Einzelzeitfahren